# Bandon (impero bizantino)
Il bandon (in greco βάνδον?) era l'unità militare di base e l'entità territoriale amministrativa del medio impero bizantino. Il suo nome, come il latino bandus e bandum ("insegna, vessillo"), aveva un'origine germanica. Derivava dal gotico bandwō, il che è una prova dell'influenza straniera nell'esercito al momento in cui questo tipo di unità si è evoluto.

## Origine
Il termine fu usato già nel VI secolo, menzionato da Procopio, come termine per uno stendardo di battaglia, e presto venne applicato all'unità che portava tale stendardo stesso. Dal regno di Niceforo I (r. 802-811) fu il nome per un sottodistretto del thema bizantino.

## Organizzazione
Nell'esercito bizantino dei secoli VIII-XI, il bandon costituiva l'unità di base, con una turma, la suddivisione principale di un thema, una provincia combinata militare-civile, formata da cinque a sette bandae. Ogni bandon era comandato da un komes ("conte"), con bandae di fanteria forti 200-400 uomini e bandae di cavalleria forti 50-100 unità. Si ritiene che il bandon nel Tactica (IX secolo) precedentemente nello Strategikon (VI secolo) fosse scritto alternativamente come tagma o arithmos.
Le bandae di fanteria erano formate da sedici lochaghiai, ciascuna con sedici uomini, comandati da un ufficiale lochaghos (capo fila), che era assistito dal dekarchos (capo di dieci), pentarchos (capo di cinque), tetrarchos (capo di quattro), e ouraghos (capo fila più vicino). Ogni quattro lochaghiai si formava un Allagion (ala), e circa tre quarti degli uomini erano lanceri Skutatoi e un quarto erano arcieri. Al momento della stesura dello Strategikon, un bandon di cavalleria era suddiviso in tre hekatontarchia, ognuna comandata da un hekatontarchos con un illarches vice comandante.
Sotto il regno di Leone VI il Saggio (r. 886-912), la hekatontarchia scomparve e il bandon fu diviso in sei allagion (probabilmente comandati da pentekontarchai), e ogni coppia era ancora comandata da un hekatontarchos o kentarchos. Ognuno dei sei allagion aveva cinquanta uomini, organizzati in cinque dekarchiai di dieci uomini ciascuno. Tutti e quattro gli ufficiali (dekarchos, pentarchos, tetrarchos, ouraghos) erano lancieri.

## Tardo impero
All'inizio del X secolo l'unità di fanteria consisteva di 256 uomini (16x16), e l'unità di cavalleria di 300 uomini (6x50), ma i manuali indicano che la forza dell'unità in realtà variava tra 200 e 400 uomini. L'opera Praecepta Militaria di Niceforo II Foca (r. 963-969) indica che il bandon di cavalleria era forte solo di 50 uomini. A differenza di altri termini amministrativi e militari medio-bizantini, il bandon sopravvisse bene nel tardo periodo bizantino, e rimase l'unità territoriale di base dell'Impero di Trebisonda fino alla sua caduta.